# Manu Louis
Manu Louis est un musicien, chanteur et compositeur belge connu pour mélanger les genres et assimiler les contraires.
Il a composé pour orchestre à cordes, est passé par le jazz, la pop, la musique contemporaine et improvisée.

## Biographie
En 2017, il sort l'album Kermesse Machine (Igloo Records), son premier disque sans son groupe Funk Sinatra, un concept album au style inclassable (qualifié également de « séduisant mélange d'électronique, brass band, 8bit et toutes sortes d'autres styles ») autour des fêtes foraines, chanté en anglais et en français. La pochette a été réalisée par le célèbre photographe gallois Jason Evans (en).
Pour la tournée qui a suivi l'album, il s'est produit seul plus de 150 fois à travers toute l'Europe, en Chine et au Japon,, accompagné d'un village d'instruments électroniques et de projections vidéos.
Il a étudié au conservatoire royal de musique de Liège avec Frederic Rzewski et Garrett List (en).

## Discographie
- 2020 : Cream Parade Remixes (45 tours) (Le Pacifique Records/Igloo Records)
- 2019 : Coltan Major Harmonics (45 tours) (Igloo Circle)
- 2019 : Cream Parade (LP/CD) (Igloo Records)
- 2017 : Kermesse Machine (LP/CD) (Igloo Records)
- 2015 : Tchouang Tseu (45 tours) (New Pangea)